# Streets of St. Petersburg
Die Streets of St. Petersburg sind ein kombinierter Stadt-/Flughafenrennstrecke in Saint Petersburg im US-Bundesstaat Florida. Erstmals wurde 1985 ein Rennen in Saint Petersburg ausgetragen. Die derzeitige Konfiguration wird seit 2003 verwendet und ist Austragungsort des Firestone Grand Prix of St. Petersburg der Indycar-Serie.

## Streckenvarianten

### Erster Bayfront-Kurs (1985–1990)
Die Trans-Am-Serie trug von 1985 bis 1990 Rennen in den Streets of St. Petersburg aus. Die Start- und Zielgeraden war auf der südwestlichen 5th Avenue südlich der Bayfront Arena, auf dessen Parkplatz die Boxengasse war. Danach ging es auf die südwestliche 1st Street. Anschließend verlief die Strecke entlang der Beach Street bis zur nordwestlichen 5th Avenue. Danach ging es über den Bayshore Drive, vorbei an The Pier, zurück zur Start- und Zielgeraden.

### Tropicana-Field-Kurs (1996–1997)
Der Kurs am Tropicana Field lag in etwa eine Meile westlich von der Bayfront. Die Kurs verlief um die Parkplätze des Multifunktionsstadions herum.

### Zweiter Bayfront-Kurs (seit 2003)

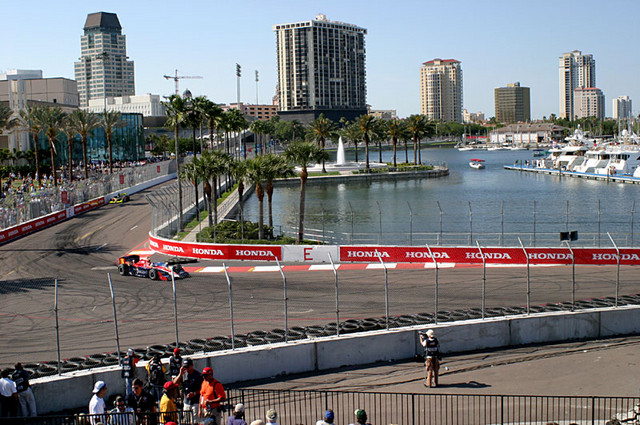
Die zehnte Kurve der Rennstrecke bei der Veranstaltung 2006

2003 wurde eine neue Konfiguration in der Nähe der ersten Variante gewählt. Zunächst trug die Champ-Car-Serie ein Rennen auf der Strecke aus. Seit 2005 fährt die IndyCar Series in den Streets of St. Petersburg. Von 2007 bis 2009 trug zudem die American Le Mans Series ein Rennen auf der Strecke aus.
Die Start- und Ziellinie wurde zusammen mit der Boxengasse auf den Albert Whitted Airport verlegt und verwendete eine Landebahn des Flughafens. Anschließend wurden mit der südwestlichen 5th Avenue und der 1st Street ehemalige Streckenteile verwendet. Allerdings bog man nun vorzeitig von der Beach Street über die südwestliche Central Avenue auf den Bayshore Drive. Es ging nicht mehr an The Pier vorbei. Anschließend ging es vom Bayshore Drive über umgestaltete Straßen zurück auf den Flughafen und die Landebahn.